# ドイツ関税同盟
ドイツ関税同盟（ドイツかんぜいどうめい、ドイツ語: Deutscher Zollverein）は、プロイセンを中心としたドイツの諸邦国によって形成された関税同盟。1833年に成立し、翌1834年より正式発足。歴史学派の経済学者フリードリッヒ・リストが提唱した。

## 歴史
1815年、プロイセンはウィーン議定書において、地下資源が豊富でライン川などを利用した物流の要所でもあるラインラントの獲得に成功した。しかし、これまでのプロイセンの領土からかなり離れた位置にあり（飛び地）、プロイセン内の物流にも支障が生じていた。そのため、プロイセンは諸邦国と関税協定を結ぶ必要にせまられていた。
まず、1828年にヘッセン＝ダルムシュタット大公国との間に関税協定を成立させた（北ドイツ関税同盟）。この動きはドイツ連邦内の経済がプロイセンの主導下におかれる懸念を強めさせたため、南部のバイエルン王国とヴュルテンベルク王国が対抗して南ドイツ関税同盟を発足させ、ザクセン王国やハノーファー王国を中心とした中部ドイツ通商同盟も成立した。すなわち、ドイツ諸邦国間での関税をめぐる鼎立した対立構図が形成されたのである。このことはドイツ内の物流などを停滞させ、ドイツ経済に悪影響をもたらした。こうした中、プロイセンは各邦国との個別交渉などを通じて、各地の地域関税協定の切り崩しにかかった。その結果、1833年3月にドイツ関税同盟条約が成立し、翌年よりドイツ関税同盟が発足することになった。
この関税同盟は、ドイツ諸邦国の国家主権を否定するものではなかったが、政治的統一に先立ってドイツの経済的統一を促したため、ドイツ統一の下地となった。ほぼドイツ関税同盟の2倍弱の人口と多民族を抱える大国ながらも、プロイセンより工業力が弱いオーストリアは当初は関税同盟に加わっておらず、のちの小ドイツ主義に基づくドイツ統一の基盤にもなったといえる。
ドイツ関税同盟は、絶対的に保護貿易政策（自由貿易の規制）に固執したわけではない。リストのように保護貿易を主張した人物もいたが、プロイセン蔵相モーツのように、むしろ自由貿易を通じて域内の競争力を高めようという主張もみられたし、実際に発足当初は対外的な関税障壁を高くしたわけではなかった。むしろ関税同盟の経済的意義は、域内関税撤廃による物流の促進および地域統合と、19世紀後半にプロイセン主導の統一を果たしたドイツ帝国の工業発展を導く素地となったことに求められよう。